# فوكومي كورودا
فوكومي كورودا (باليابانية: 黒田 福美) ، ممثلة يابانية وهي من مواليد 21 يوليو 1956م، وشاركت في عدة أفلام، ومنها فيلم هوم سويت عام 1989م، وفيلم دودج غو غو عام 2002م.

## وصلات خارجية
- فوكومي كورودا على موقع IMDb (الإنجليزية)
- قالب:Jmdb name